# Волконский, Александр Михайлович
Князь Алекса́ндр Миха́йлович Волко́нский (1866—1934) — русский военный дипломат, публицист, с 1930 года католический священник византийского обряда, принадлежавший к Русскому апостолату. Внук декабриста С. Г. Волконского.

## Биография
Родился 25 апреля 1866 года в Санкт-Петербургской губернии в семье обер-гофмейстера князя Михаила Сергеевича Волконского и его жены Елизаветы Григорьевны, которая приняла католичество и стала первой в России женщиной-богословом. 
Братья — Владимир, Сергей, Пётр.
Окончил юридический факультет Петербургского университета.
С 1889 года служил вольноопределяющимся в лейб-гвардии Кавалергардском полку. С июня 1890 года — унтер-офицер, с ноября 1890 года — эстандарт-юнкер. Выдержал экзамен при Николаевском кавалерийском и Константиновском военном училищах (1890). 28 декабря 1890 года произведён в корнеты, 30 августа 1894 года — в поручики.
К 1896 г. окончил два курса Николаевской академии Генерального штаба.
В 1895 году в составе русского чрезвычайного посольства находился в Персии, в 1897 году был командирован в Пекин, после чего составил секретную записку «О необходимости усиления нашего стратегического положения на Дальнем Востоке», в которой говорилось о близости и неизбежности военного столкновения с Японией и о неготовности к нему России.
В 1898 году был командирован в Туркестан (в рамках работы Высочайше утверждённой комиссии о мерах предупреждения и борьбы с чумною заразою). Окончил дополнительный курс Николаевской академии Генерального штаба (1900; с причислением к Генеральному штабу).

### Офицер Генерального штаба
С мая 1900 года — штабс-ротмистр. Участник китайской кампании 1900—1901 в составе Печелийского отряда, был помощником старшего адъютанта полевого штаба. С 1901 года — капитан, старший адъютант штаба 5-й пехотной дивизии. В сентябре 1901 — октябре 1902 года — командир эскадрона 3-го драгунского Сумского полка.
В 1902—1905 годах служил в Главном штабе: помощник делопроизводителя генерал-квартирмейстерской части, помощник столоначальника (с 1903 года), столоначальник (с 1904 года), занимался военной статистикой иностранных государств — то есть выполнял функции аналитика военной разведки.
В конце 1904 года опубликовал в газете «Новое время» критическую статью о действиях военного ведомства в связи с русско-японской войной, которая вызвала негативную реакцию его начальства. В мае — августе 1905 года князь Александр Волконский занимал пост начальника 8-го отделения штаба командующего Тихоокеанским флотом, затем был столоначальником, а с мая 1906 года — помощником делопроизводителя Главного управления Генерального штаба (в этом качестве занимался анализом информации по военной ситуации в азиатских странах). Сторонник отказа от вмешательства армии в политическую деятельность — эта позиция нашла своё отражение в брошюре «Армия и правовой порядок».
В своей записке «О современном военно-политическом положении в России» (декабрь 1906) высказался за единоначалие в военном ведомстве, имея в виду усиление роли Совета государственной обороны (СГО) во главе с великим князем Николаем Николаевичем. Аналогичные идеи проводил и в опубликованной в 1907 под псевдонимом Волгин брошюре «Об армии» (также был сторонником отмены сокращённых сроков службы по образованию, упрощения войскового хозяйства, улучшения порядка мобилизации и др.). С 1907 года — старший делопроизводитель канцелярии СГО.

### Военный агент в Италии
С февраля 1908 года — военный агент России в Италии. Автор исследования о Вооружённых силах Италии. С апреля 1908 — полковник Генерального штаба. Как военный разведчик, смог получить от своей агентуры чертежи экспериментальных пулемётов «Перино» и «Ревелли» (последний был принят в серийное производство и находился на вооружении итальянской армии во время двух мировых войн).
Флигель-адъютант императора Николая II. В 1912 году, находясь в отпуске в Петербурге, во время празднования столетней годовщины Отечественной войны 1812 года, демонстративно отказался поддержать торжественный адрес на имя Николая II, в котором монарх был назван «самодержавным» (считал, что после манифеста 17 октября 1905 года российский монарх стал конституционным). За этот поступок был подвергнут критике в монархической прессе, кроме того, ему было предложено подать рапорт об отставке, что князь Волконский и сделал. В 1912 году был уволен в отставку «за болезнью, с мундиром и пенсией».
После начала войны возвращен на службу из отставки в чине полковника. В 1914 году призван в ополчение, состоял начальником штаба 12-й ополченской бригады в Феодосии, в 1915—1917 годах временно исполнял обязанности российского военного агента в Риме.

### В эмиграции
После прихода к власти большевиков остался в эмиграции, поддерживал тесные связи с генералом П. Н. Врангелем. Занимался публицистикой, автор работ, направленных против украинского национального движения. Его исследование «Историческая правда и украинофильская пропаганда» (1920) было переиздано в сборнике «Украинский сепаратизм в России. Идеология национального раскола» (М., 1998), и в 2015 г. издательством «Кучково поле». Также написал работы «Имя Руси в домонгольскую пору» (1929) «В чём главная опасность?» (1929), «Малоросс и украинец» (1929). Публиковал работы других авторов, в частности, в 1925 году в Берлине издал работу эмигрантского историка и публициста Андрея Стороженко «Украинское движение».

### Священник
В 1930 году официально принял католичество, 6 июля 1930 года рукоположён в священники Петром Бучисом во время хиротонии последнего в сан епископа болгарским католическим епископом, экзархом Софийским Кирилом Стефаном Куртевым в базилике святого Климента в Риме. Участвовал в Съезде русского католического духовенства в Риме (1930), по поручению которого написал сохраняющий своё значение до сих пор историко-догматический труд «Католичество и Священное Предание Востока» (Париж, 1933—1934 (3 выпуска), переиздание: Жолква, 1992). Являлся сотрудником комиссии «Pro Russia», преподавателем русского и других славянских языков в Папском Восточном институте. Публиковался в Католическом вестнике Русской епархии византийско-славянского обряда в Маньчжурии.
Умер 18 октября 1934 года в Риме, похоронен в крипте Греческой коллегии на римском кладбище Кампо Верано (могила не сохранилась).

## Семья
Жена (с 31 мая 1900) — фрейлина Евгения Петровна Васильчикова (1871—1924), дочь камергера  Петра Алексеевича Васильчикова и графини Евгении Владимировны Орловой-Давыдовой. Дети:
- Даниил (1902—1979, Пальма де Мальорка); женат с 1947 г. на княжне Ксении Павловне Щербатовой (1919—1975), брак бездетный.
- Никита (1904—1924), умер в один год с матерью в Париже, женат не был.
- Мария (1906—1968, Нью-Йорк), жена (с 1938) Александра Александровича Пашкова (1890—1968).
- Владимир (1908—1980, Монтефьоре), был женат дважды, брак бездетный

## Сочинения
- Война, печать и общество. Оптимизм или логика? — СПб.: тип. А. С. Суворина, 1905.
- Об армии. — СПб.: тип. А. С. Суворина, 1907.
- I fatti della storia Russa e la propaganda ucrainofila. — Roma: Direzione della nuova Antologia, 1919.
  - французская версия: La verite historique et la propagande ukrainophile. — Rome: E. Armani, 1920.
  - английская версия: The Ukraine Question: The History Truth Versus the Separatist Propaganda. — Rome: E. Armani, 1920.
  - русские издания: Историческая правда и украинофильская пропаганда. — Турин: В. Бона, 1920; Мюнхен: Время, 1947; Нью-Йорк: Свобод. слово Карпатской Руси, 1981; М.: Кучково поле, 2015.
- A chi appartengono le steppe del Mar Nero. — Roma: Direzione della nuova Antologia, 1919.
- Имя Руси в домонгольскую пору. — Прага: Единство, 1929.
- В чём главная опасность? — Прага, 1929.
- Малоросс и украинец. — Ужгород, 1929.
- Католичество и Священное Предание Востока. — Париж, 1933.